# BMW R71

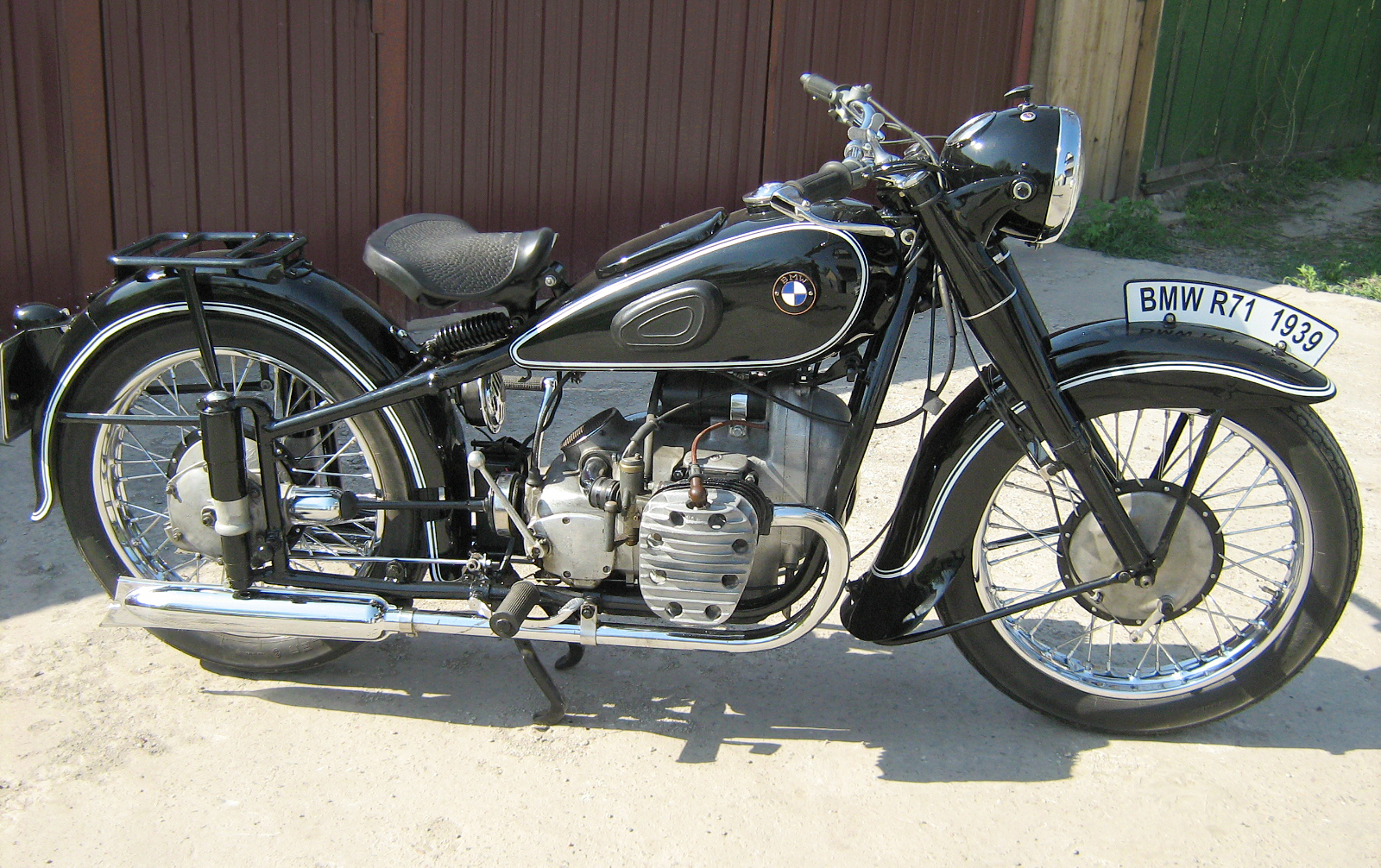
Мотоцикл BMW R71,1939 р.

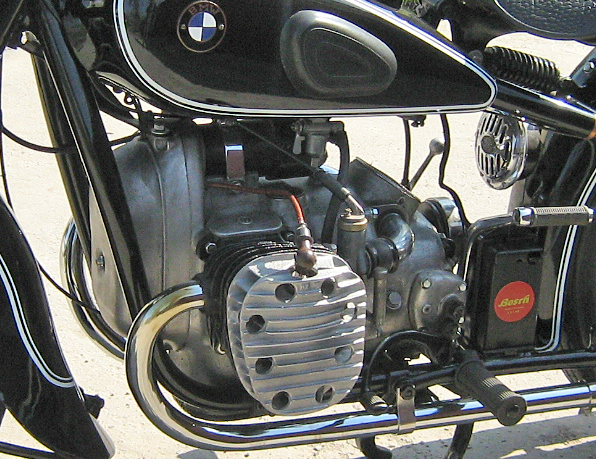
Двигун мотоцикла BMW R71

BMW R 71 — важкий мотоцикл виробництва німецької фірми BMW, що випускались з 1938 по 1941 роки, був прийнятий на озброєння Вермахту. Відомий як прототип радянських мотоциклів Урал та Дніпро.

## Загальні відомості
Мотоцикл BMW R 71 був одним із однотипних важких мотоциклів нової серії R 51, R 61, R 66 і R 71 оснащених двигунами об'ємом від 500 до 750 см³, що було представлено 18 лютого 1938 року на автосалоні в Берліні.
BMW R 71 мав подвійну жорстку раму виготовлену з труб перемінного перетину. Передня вилка телескопічна, з гідравлічними амортизаторами та регулюванням жорсткості пружин. Задня підвіска свічного типу з гідравлічними амортизаторами.
Мотоцикл оснащувався опозитним нижньоклапанним двохциліндровим двигуном повітряного охолодження з робочим об'ємом 746 см³, потужністю 22 к.с.
Циліндри двигуна чавунні з алюмінієвими ребристими головками, встановлювалось два карбюратора Graetzin G24 із спільним сітчастим повітряним фільтром. На моделях без бокового причепа в конструкції карбюраторів передбачено компенсаційні камери, які призначені для довгого проходження поворотів з великим бічним креном мотоцикла. Низький коефіцієнт стиснення 5,5:1 зробив двигун R 71 менш вибагливим до якості бензину.
Крутний момент від двигуна на заднє колесо передавався через однодискове зчеплення сухого типу, 4-х ступінчасту коробку передач і карданний вал. Електрообладнання: генератор Bosch постійного струму з напругою 6 вольт, акумуляторна батарея.
Мотоцикл BMW R 71 постачався на озброєння Вермахту, експлуатувався переважно з боковим причепом, було вироблено 3458 штук.
Модель BMW R 71 була без ліцензії скопійована в СРСР, та вироблялась з 1941 під маркою М-72, в подальшому його модифікації «Урал» та «Дніпро» випускались до 1990-х років. Модель М-72 вироблялась по ліцензії в КНР як Chang Jiang С J -750.

## Технічна характеристика мотоцикла BMW-R71[2]
- Карбюратор — 2 x Graetzin G24
- Генератор — Bosch RD 50/6 2800 RS 17
- Коробка передач — механічна, 4 передачі вперед (I — 3,6; II — 2,28; III — 1,7; IV — 1,3);  на заднє колесо (I — 3,6)
- Розмір шин — 3,5⨯19 дюйм
- Суха маса — 187 кг
- Витрата палива — 4,5 л / 100 км
- Витрата мастила — 1 л / 100 км
- Кількість місць — 1/3